# Seiza

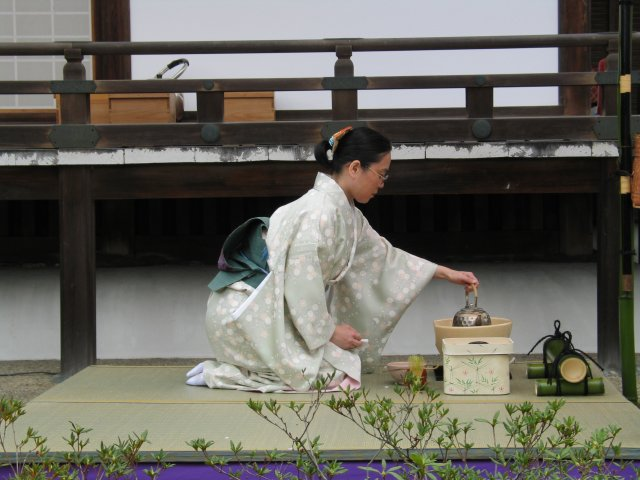
Một phụ nữ đang thực hành seiza trong lễ trà đạo

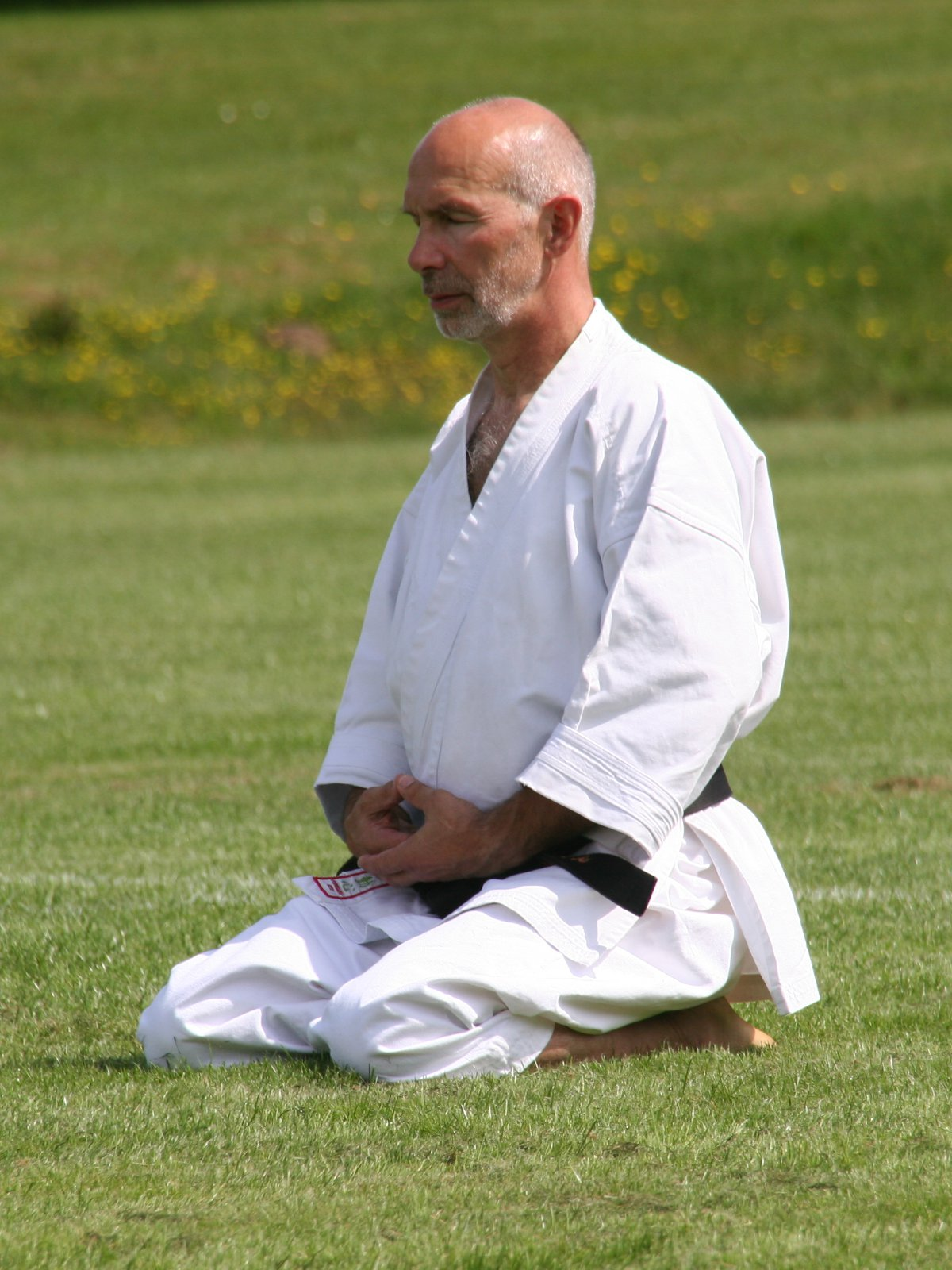
Võ sư Wolf-Dieter Wichmann, 8 đẳng Shotokan Karate. đang trong tư thế ngồi seiza.

Seiza (kanji: 正座; chính tọa) là một cách ngồi truyền thống, trang trọng trong văn hóa Nhật Bản. Đây là kiểu ngồi quỳ, có tư thế ngay ngắn, với mu bàn chân áp xuống mặt sàn, toàn bộ phần trên cơ thể đặt vào gót chân, lưng được giữ thẳng.

## Lịch sử
Không rõ seiza có từ lúc nào. Trước thời kỳ Edo, kiểu ngồi tương tự seiza đã được các samurai và những nghệ nhân trà đạo thực hành, gọi là kashikomaru hoặc tsubau. Đến đầu thời kỳ Edo, chính xác là từ thời của  shogun Tokugawa Iemitsu, seiza trở nên phổ biến. Ban đầu, đây là kiểu ngồi quy định cho các daimyo khi đến gặp shogun hay shogun khi tham bái thần linh. Về sau, nó được các daimyo mang về lãnh địa của mình và buộc các võ sĩ thực hành, và cuối cùng được phổ biến xuống cả hạng dân thường.

## Cách ngồi
Ngồi theo cách này trước tiên phải quỳ xuống sàn. Mu bàn chân áp xuống mặt sàn. Hai đầu gối có thể để cách nhau nếu người thực hành là nam giới, hoặc khép vào nếu người thực hành là nữ giới hoặc người có địa vị thấp hơn. Có trường hợp quy định cụ thể rằng khi để hai đầu gối mở, thì độ mở bằng đúng hai nắm tay của người ngồi. Toàn bộ phần trên cơ thể đặt vào gót chân. Lưng thẳng (khi không cần cúi người tỏ lòng cung kính hoặc chào).

## Seiza và sức khỏe
Có quan điểm cho rằng khi thực hành seiza, một số huyệt ở hai chân sẽ được tác động, nên seiza có lợi cho sức khỏe. Tuy nhiên, hầu hết những người chưa quen thực hành seiza đều cảm thấy đau ghê gớm ở cổ chân và bàn chân, khiến cho họ thực hành seiza không thể lâu được. Ngay cả những người đã rèn luyện seiza, thì ngồi suốt một thời gian dài cũng tạo ra cảm giác tê cứng chân do máu không lưu thông thuận lợi được.

## Seiza ngày nay
Ngày nay, những người Nhật lớn tuổi hoặc người được rèn luyện có thể thực hành seiza dễ dàng. Song nhiều người Nhật, nhất là thanh thiếu niên, không thể thực hành seiza lâu được. Vì thế, người Nhật đã tạo ra một thứ gối nhỏ để người thực hành seiza kẹp vào giữa hai chân và đặt phần trên của người lên gối thay vì lên gót chân. Người nước ngoài đôi khi được miễn úp hai mu bàn chân xuống mặt sàn khi thực hành seiza để có thể dùng cả bàn chân đỡ phần trên của người.

## Seiza ở Trung Quốc
Trung Quốc, thời Xuân Thu Chiến quốc, cũng áp dụng kiểu ngồi mang tính lễ nghi giống seiza.